# Mapare UV
Maparea UV este procesul de modelare 3D pentru a reprezentarea o imagine 2D a unui model 3D.

## Maparea UV
Acest proces proiectează o textură pe un obiect 3D. Literele "U" și "V" sunt folosite pentru a descrie coordonatele ochiurilor de plasă 2D, deoarece "X", "Y" și "Z" sunt deja folosite pentru a descrie obiectul 3D în spațiul model.
UV permite texturarea poligoanelor care alcătuiesc un obiect 3D pentru a fi vopsite cu culori dintr-o imagine. Imaginea este numită textură UV, dar este doar o imagine obișnuită. Procesul de cartografiere UV presupune acordarea pixelilor din imagine pe suprafața poligonului și se face de obicei prin copierea "programatică" a unei bucăți triunghiulare de pe imagine și inserarea ei pe un triunghi de pe obiect. UV este alternativa la XY și se folosește doar la maparea texturii pe obiect, și nu se referă la spațiul geometric al obiectului. Calculul de randare folosește coordonatele texturii UV pentru a determina cum să picteze suprafața 3D.

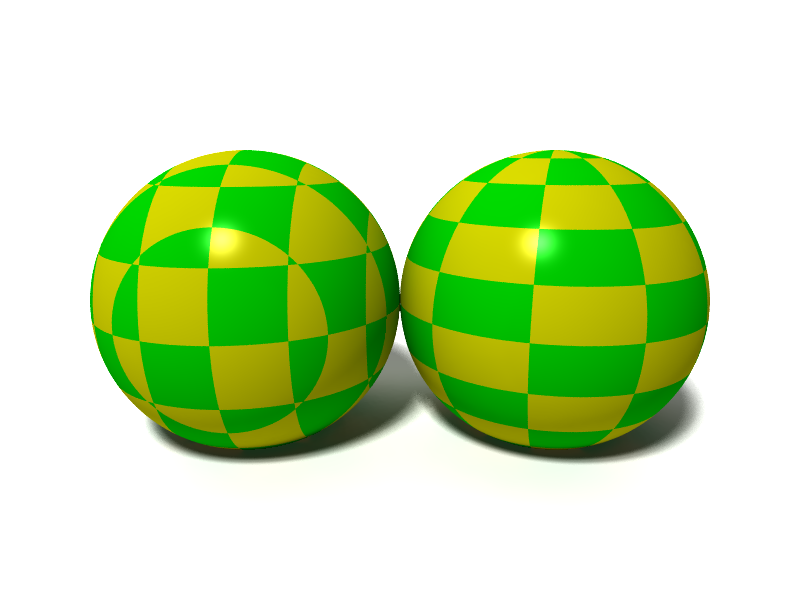
Sferă fără mapare şi cu mapare UV

În exemplul din dreapta, unei sfere i se atribuie o textură în carouri, prima dată fără și apoi cu maparea UV. Fără maparea UV, textura este sculptată în spațiul XYZ al sferei. Folosind maparea UV, textura este proiectată pe sferă în funcție de latitudine și longitudine.
Atunci când un model este creat ca o rețea de poligoane cu ajutorul unor Programe de grafică 3D, coordonatele UV pot fi generate pentru fiecare nod din rețea. O modalitate de modelare 3D este desfășurarea ochiurilor de rețea în mod automat, realizând un obiect plat. În cazul în care rețeaua este o sferă UV, de exemplu, aplicația 3D o va transforma într-o proiecție echirectangulară. Odată ce modelul se "dezambalează", artistul poate picta o textură pe fiecare triunghi individual, folosind rețeaua desfășurată ca pe un șablon. La randarea scenei, fiecare triunghi din rețea va afișa textura corespunzătoare de pe harta UV.
O hartă UV pot fi generată automat de către aplicația software, realizată manual de către artist, sau o combinație a celor două. Uneori o hartă UV poate fi generată automat, după care artistul va ajusta și optimiza harta pentru a minimiza cusăturile și suprapuneri. Dacă modelul este simetric, artistul ar putea suprapune triunghiurile opuse, pentru a permite pictura simultană pe ambele părți.
Coordonatele UV sunt aplicate doar pe fața obiectului. Acest lucru înseamnă un nod comun poate avea diferite coordonate UV în fiecare din triunghiurile sale, astfel încât triunghiuri adiacente pot fi tăiate în afară și poziționate pe diferite zone ale hărții texturii.
Procesul de cartografiere la UV simplă presupune trei etape: desfacerea ochiurilor de rețea, crearea texturii și aplicarea texturii.